# Tancae
Tancae ist eine osttimoresische Aldeia. Sie liegt im Osten des Sucos Balibar (Verwaltungsamt Cristo Rei, Gemeinde Dili). 2015 lebten in der Aldeia 547 Menschen.

## Geographie
Der Suco Balibar besteht aus vier Aldeias, die von West nach Ost nebeneinander aufgereiht südlich der Landeshauptstadt Dili liegen. Tancae ist die östlichste der Aldeias. Nordwestlich liegt die Aldeia Lorico mit dem Ort Balibar. Im Nordosten grenzt Tancae an den Suco Ailok und im Süden an die 
Gemeinde Aileu mit den Sucos Cotolau und Talitu (Verwaltungsamt Laulara).
Der Ort Tancae liegt im Süden der Aldeia an der Straße nach Quituto im Nordosten. In der Aldeia Tancae befindet sich ein Sendemast der Telkomcel.